# Linia kolejowa nr 757
Linia kolejowa nr 757 – pierwszorzędna, jednotorowa, częściowo zelektryfikowana linia kolejowa łącząca dawną stację Wrocław Świebodzki z przystankiem i posterunkiem odgałęźnym Wrocław Muchobór.